# Le Bureau de poste
Le Bureau de poste est un jeu de baisers américain, pratiqué par les garçons et les filles lors de fêtes. La culture populaire des États-Unis en parle depuis au moins les années 1880. C'est un jeu où quelqu'un sort de la pièce, puis frappe à la porte en prétendant être facteur. Quelqu'un d'autre de la salle vient accepter la lettre, et « paie » pour cela en embrassant le facteur.

## Règle du jeu
Le groupe en train de jouer est divisé en deux sous-groupes - généralement les filles dans un et les garçons dans un autre.  Un sous-groupe se rend dans une autre pièce, par exemple une chambre à coucher, que l'on appelle dès lors le « bureau de poste ».  Pour jouer, chaque personne de l'autre sous-groupe visite individuellement « le bureau de poste ». Une fois là-bas, ils reçoivent un baiser de tout le monde dans la pièce. Ils retournent ensuite dans la pièce d'origine. 
Une fois que tous les membres du premier sous-groupe ont joué, l’autre sous-groupe commence à envoyer les membres dans la première salle. 

## Variantes
- Dans la variante « Postman's Knock », une personne choisie par un groupe pour être le « postier » sort et frappe à la porte. Une autre personne est choisie par le reste du groupe pour répondre à la porte et paie la « lettre » avec un baiser. Ensuite, une autre personne est choisie pour être facteur, etc. Le jeu a beaucoup de variations.  Dans certaines versions, les cartes à jouer sont utilisées pour sélectionner les personnes qui deviennent postières et celles qui répondent à tour de rôle.
- Dans la variante « Pony Express », le « bureau de poste » est un placard ou se trouve dans une autre pièce sombre. Le jeu se joue de la même façon, mais peut devenir plus intense.  Dans le film de 1954, Phffft!, il est décrit comme « ... le même que Post Office, mais avec plus de chahut ».
- En Suède, le jeu est appelé ryska posten (« poste russe / bureau de poste »).